# Saint-Laurent-la-Gâtine
Saint-Laurent-la-Gâtine is een gemeente in het Franse departement Eure-et-Loir (regio Centre-Val de Loire) en telt 401 inwoners (1999). De plaats maakt deel uit van het arrondissement Dreux.

## Geografie
De oppervlakte van Saint-Laurent-la-Gâtine bedraagt 6,9 km², de bevolkingsdichtheid is 58,1 inwoners per km².
De onderstaande kaart toont de ligging van Saint-Laurent-la-Gâtine met de belangrijkste infrastructuur en aangrenzende gemeenten.

## Demografie
Onderstaande figuur toont het verloop van het inwonertal (bron: INSEE-tellingen).